# Aloe dewinteri
Aloe dewinteri é uma espécie de liliopsida do gênero Aloe, pertencente à família Asphodelaceae.